# Philippe Soutter
Philippe Soutter (* 30. Juni 1962 in Winterthur) ist ein ehemaliger Unihockeyspieler und Unihockeytrainer.
Der Winterthurer ist mit seiner getönten Brille, seinem Mantel und seinen protzigen Ringen wohl eine der auffallendsten Figuren der Unihockeyszene. Die Brille trägt er, da er auf einem Auge blind ist.

## Karriere
Geboren und aufgewachsen ist Soutter in Winterthur. Die Primarschule absolvierte er in Winterthur, die Sekundarschule in Seuzach. Das Gymnasium brach er ab und holte die Matura in einem Internat im Kanton Schwyz nach, um danach ein Studium wieder abzubrechen. In der Folge war er an verschiedensten Stellen engagiert: Bei verschiedenen Unternehmen im Marketing (u. a. für Lamborghini), als Moderator beim Radio Eulach und Manager beim Aprilia-Team von Eskil Suter.
Seine Karriere im Unihockey begann er in den 1980er-Jahren beim UHC Winterthur-Eulach, der zu seiner besten Zeit in der NLB spielte und um 1990 aufgelöst hatte. 1990 übernahm er als erster Trainer des UHC Hittnau die C-Junioren und wurde mit diesen ein Jahr später Vize-Meister. Es folgten weitere Stationen, als Trainer von Wuppenau, danach die Elite Junioren von Rot-Weiss Chur und zuletzt noch die Elite-A-Junioren des HC Rychenberg Winterthur in seiner Heimatstadt. Ausserdem war er bis anfangs 2002 einige Monate Italiens erster Nationaltrainer. Im Frühling 2003 wurde er Trainer des Erstligisten Floorball Thurgau, mit denen er 2005 in die Nationalliga B aufstieg.
Nach dem Aufstieg mit Floorball Thurgau wechselte er als Cheftrainer in die NLA zum HC Rychenberg Winterthur, wo er zuvor bereits als Juniorentrainer tätig war. Dort blieb er dann zwei Jahre, bis er 2007 ins Emmental zu den Unihockey Tigers wechselte, wo er als Geschäftsführer und Trainer in Personalunion arbeitete. Mit Soutter wurden die Tigers bereits in der ersten Saison Cupsieger und schafften es in der Liga in den Playoff-Final. Zwei Jahre später gelang ihnen dasselbe Kunststück nochmals. 2010 wurden die Tigers unter Soutter noch ein drittes Mal Schweizer Cupsieger, bevor es den Trainer im Frühling 2010 ins Tessin zog.
Im Tessin übernahm er den 3. Liga GF-Verein (fünfthöchste Liga der Schweiz) Verbano Unihockey, so der Name der Unihockeyabteilung des SAG Gordola, da er den Unihockey im Tessin fördern will und in Gordola die Strukturen hierfür vorhanden sind. Seit Mai 2011 ist Soutter auch Trainer der deutschen Unihockey-Nationalmannschaft. Während der Zeit in Gordola war er in der Saison 2011/12 nochmals als Trainer der Tigers eingesprungen und hatte während dieser Zeit ein Dreifachmandat. An der WM 2012 in der Schweiz führte er das Team sensationell auf den 4. Schlussrang, nachdem es der deutschen Auswahl noch 2010 nur für den 10. Platz gereicht hatte.
Nachdem Soutter Verbano bis in die 1. Liga geführt hatte, wechselte er 2014 zum UHC Uster. Aufgrund seiner beruflichen Belastung übernahm Soutter zu Beinn der Saison 2015/2016 nur noch den Assistenztrainerposten und löste seinen Vertrag bei Uster im Februar 2016 auf zu Beginn der Playouts hin auf.
2020 konnten die Zürich Oberland Pumas Philippe Soutter als Ausbildungschef und Sportchef Leistung gewinnen, wo er bis zum heutigen Zeitpunkt aktiv das Vereinsleben mitgestaltet. 